# Церковь Святой Марии (Уотфорд)
Церковь Святой Марии (англ. St Mary's Church) ― англиканская церковь в городе Уотфорд, графство Хартфордшир, Соединённое Королевство. Расположена в центре города на улице Уотфорд-хай-стрит. Является приходской церковью Уотфорда и относится к англиканской епархии Сент-Олбанс. Считается, что по меньшей мере в течение последних восьми веков церковь служит местом погребения представителей местной знати. На её территории также располагаются монументальные скульптуры елизаветинской и яковианской эпох.

## История
До наших дней не дошли никакие документальные сведения о том, когда была основана церковь Уотфорда. Самые ранние церковные хроники датируются 1539 годом, хотя считается, что сама церковь намного древнее. Здание, которое сегодня можно увидеть, в основном построено в XV веке, хотя, согласно оценкам исследователей, самые старые элементы её постройки датируются примерно 1230 годом. Во время ремонтных работ в 1871 году церковные реставраторы обнаружили, что каменная кладка XII века относилась к более к другому средневековому зданию, а строение стен башни позволяет предположить, что в том же веке здесь была купель, впоследствии заброшенная. Эти факты могут свидетельствовать о том, что Церковь Святой Марии, вероятно, была основана примерно в то же время, когда хартией короля аббату Сент-Олбанс было предоставлен во владение Уотфорд-Маркет.  Точная дата выдачи этой хартии неизвестна; историки считают, что это произошло во времена правления короля Генриха I (1100―1135) или короля Генриха II (1154―1189).
Среди викариев Церкви Святой Марии был такой известные церковный деятель, как Уильям Капел, сын Уильяма Капелла, 3-го графа Эссекса. Викарий был известным спортсмен и любителем крикета.
18 июля 1909 года король Эдуард VII, находясь с визитом к графу Кларендону, также посетил богослужение в церкви. Он вошел в церковь через дверь в часовню Эссекса, которая сейчас известна как «дверь Эдуарда VII».
Покровителем церкви был граф Эссекс.